# Clergé régulier
 (janvier 2023).
Si vous disposez d'ouvrages ou d'articles de référence ou si vous connaissez des sites web de qualité traitant du thème abordé ici, merci de compléter l'article en donnant les références utiles à sa vérifiabilité et en les liant à la section « Notes et références ».
| \| Christ Haut clergé Évêques Pape Patriarches Archevêques majeurs Cardinaux Primats Évêques métropolitains Archevêques Évêques diocésains Autres évêques Abbés/Abbesses Ordinaires Ordinaires locaux Sacerdoce Bas-clergé Vicaires généraux Doyens Curés Vicaires Diaconat Diacres Religieux/Religieuses Moines/Moniales Novice Séminaristes Clergé séculier Clergé régulier Laïcs \| La place du clergé régulier dans la hiérarchie de l'Église catholique. |
| Christ Haut clergé Évêques Pape Patriarches Archevêques majeurs Cardinaux Primats Évêques métropolitains Archevêques Évêques diocésains Autres évêques Abbés/Abbesses Ordinaires Ordinaires locaux Sacerdoce Bas-clergé Vicaires généraux Doyens Curés Vicaires Diaconat Diacres Religieux/Religieuses Moines/Moniales Novice Séminaristes Clergé séculier Clergé régulier Laïcs                                                                              |

Le clergé régulier, qui se rapporte à l'organisation de l'église, comprend ceux qui ont prononcé des vœux de religion (pauvreté, chasteté et obéissance) et vivent en communauté selon une règle religieuse sous l'autorité directe d'un supérieur religieux ainsi que de façon indirecte sous l'autorité de l'évêque diocésain.(moines et religieux). C'est donc la partie du clergé qui vit selon une règle religieuse. Celles-ci sont multiples et variées. Les premières règles apparaissent au IIIe siècle, dans l'Égypte chrétienne. Les premiers réguliers sont ermites (mais il y avait peu de prêtres parmi eux), puis à partir de saint Augustin, la règle définit la vie collective.
La fonction principale du clergé régulier est la prière. Les moines et muniales mènent une vie contemplative.

## Origine
Dans les premiers siècles de l’histoire de l’Église, le monachisme et le sacerdoce ont souvent entretenu des relations conflictuelles, au point de s’exclure réciproquement, car les deux états représentaient différentes voies de vivre religieusement selon l’Évangile. Puis, au cours des siècles, un rapprochement s’est produit. Le monachisme s’est cléricalisé : des moines de plus en plus nombreux accédaient au sacerdoce. Inversement, du moins dans l’Église catholique d’Occident, le clergé s’est de plus en plus « monachisé » : les prêtres diocésains, s’ils n’étaient pas strictement astreints aux vœux de célibat, d’obéissance et de pauvreté, virent progressivement s’imposer d’abord le célibat, puis l’obéissance à l’évêque et, plus récemment, une certaine pauvreté de vie.
Il y a lieu de distinguer les moines ou les religieux, ordonnés prêtres, d’une part, et les clercs réguliers, d’autre part. La différence porte sur la priorité accordée, soit à la vie religieuse sur la vie sacerdotale, soit, inversement, à la vie sacerdotale sur la vie religieuse.

## Les différentes règles monastiques
À partir du Quatrième concile du Latran, en 1215, aucune nouvelle règle religieuse n'est admise[réf. nécessaire]. Tout nouvel ordre religieux doit accepter une des règles existantes. Les seules règles admises sont celles antiques et monastiques de saint Pacôme, celle de saint Basile, les règles monastiques de saint Benoît et saint Bruno, la Règle de saint François d'Assise et la Règle de vie communautaire de saint Augustin. Ainsi, les Franciscains possèdent leur propre règle, les Dominicains, les Jésuites, par exemple, suivent la règle floue et malléable de saint Augustin, personnalisée par des Constitutions précises. Les Pacômiens ayant disparu et les Basiliens se limitant presque tous à la tradition de l'orthodoxie orientale, ne demeurent que :
- les règles monastiques :
  - bénédictines, y compris la vie bénédictine réformée par Bernard de Clairvaux à Cîteaux (Cisterciens),
  - cartusiennes, donc celle de Chartreux
- les règles canoniales des communautés de chanoines réguliers (dont les Prémontrés, à soutane blanche reprise par les papes depuis le XVIe s.) : donc qui suivent la règle de saint Augustin
- La règle des frères franciscains du 1er Ordre franciscain, qui sont des religieux, et ni des chanoines, ni des moines. Elle est assortie de Constitutions qui adaptent la règle à l'époque et distinguent les subdivisions dans cet ordre : sans cesse animés d'une volonté de retrouver la pureté franciscaine originelle, ou de répondre à des adaptations jugées nécessaires, depuis le XIIIe siècle, les franciscains s'étaient divisés en multiples réformes ayant une hiérarchie autonome (Alcantarins, Récollets, Capucins, Observants, Conventuels, etc.). Le pape Léon XIII au XIXe siècle les ramena à trois branches, les frères mineurs capucins, qui étaient assez nombreux et identifiables, les frères mineurs conventuels et tous les autres furent réunis sous le vocable de frères mineurs (sans autre précision).
- la règle de saint Augustin assortie de Constitutions reconnues par Rome, qui gouverne toujours les Dominicains, les Jésuites, les Frères des Écoles chrétiennes, etc. Dans cet ensemble sont toutes les formes de vie religieuse et donc régulières autres que monastiques, canoniales ou franciscaines.

Sur le plan juridique, les instituts réguliers dépendent de la Congrégation pour les instituts de vie consacrée et les sociétés de vie apostolique.